# Maitreja
Maitréja je v budizmu Buda v prihodnosti.
Majtreja je budistični prihodnji buda. Kot transcedentni bodhisatva z imenom Natha živi v nebu Tušita, kjer bo ostal, dokler se ne bo na zemlji rodil kot Subrahmanov in Brahmavatijin sin Adžita in postal buda. Takrat bo dosegel popolno razsvetljenje in učil čisto darmo. Upodobljen je z do tremi obrazi in do dvema rokama. Njegova barva je zlata, njegov glavni atribut je vrč z vodo.
Maitreja je primerljiv s preroki, ki jih na različne načine in pod različnimi imeni pričakujejo vsa velika svetovna verstva: kristjani kot Kristusa, muslimani kot Imam Mahdija, budisti kot Maitrejo Budo, Judje kot Mesijo in hindujci kot Krišno.
Škotski slikar in ezoterik Benjamin Creme meni, da ta verstva govorijo o istemu preroku in da se je ta že celo pojavil v Keniji in na drugih mestih. Creme meni, da je Maitreja človek, vendar ne običajen človek. Je nekdo, ki je v dolgi evoluciji, kar je usoda slehernega izmed nas, postal z našega vidika popoln – Mojster Modrosti, ne edini, a prvi med njimi. Po trditvah organizacije Share International Maitreja ne prihaja, da bi ustanovil novo religijo, temveč prihaja kot učitelj celotnega človeštva. Temeljna načela njegovega učenja so: ljubezen, sodelovanje in pravična delitev dobrin.